# Vangelo di Trebisonda
Il Vangelo di Trebisonda, ℓ 243 (nella numerazione Gregory-Aland), è un manoscritto miniato bizantino con il testo del Lezionario evangelico, datato paleograficamente all'XI secolo con 15 fogli di pergamena (33 per 36,5 cm) del X secolo o precedenti.

## Descrizione
Il testo è scritto in due colonne per pagina, 18 righe per pagina in caratteri onciali. Contiene 15 immagini.
Il libro fu riccamente decorato con oro e gioielli dall'imperatore trapezuntino Andronico II. Nel 1858, il Vangelo di Trebisonda fu offetro dal metropolita ortodosso di Trebisonda all'imperatore Alessandro II di Russia, che lo donò alla Biblioteca Nazionale Russa, dove è conservato tuttora (Codice Gr. 21, 21a).
È stato esaminato e descritto da Eduard de Muralt.
Il manoscritto non è citato nelle edizioni critiche del Nuovo Testamento greco (UBS3), a causa del suo scarso valore sul piano testuale.